# Anthropologie
 (septembre 2015).
L'anthropologie  est une discipline scientifique, située à l'intersection de différentes sciences humaines et naturelles, qui étudie l'être humain et les groupes humains sous tous leurs aspects, à la fois physiques (anatomiques, biologiques, morphologiques, physiologiques, évolutifs, etc.) et culturels (social, religieux, linguistiques, psychologiques, géographiques, etc.). L'anthropologie qui utilise les mêmes objets, méthodes que l'ethnologie, est aussi présentée comme une version plus actualisée de celle-ci, qui s'affranchit des critiques d'implication de cette dernière dans la colonisation de nombreux groupes humains "indigènes" opposés à des sociétés "civilisées". Chapitre le plus vaste de l'histoire naturelle, l'anthropologie se veut une monographie sur le genre Homo, qui décrit et analyse les « faits anthropologiques », c'est-à-dire caractéristiques de l'homme, de l'hominisation et de l'humanité.
Le terme anthropologie vient de deux mots grecs, anthrôpos, qui signifie « homme », et logos, qui signifie science, parole, discours. L'anthropologie constitue jusqu'au XIXe siècle une branche du savoir philosophique plaçant l'homme au centre de ses préoccupations mais, avec la naissance des "sciences sociales et humaines", le terme change de sens pour désigner essentiellement la nouvelle science. La démarche anthropologique « prend comme objet d’investigation des unités sociales de faible ampleur à partir desquelles elle tente d’élaborer une analyse de portée plus générale, appréhendant d’un certain point de vue la totalité de la société où ces unités s’insèrent ».

## Terminologie

### Anthropologie et ethnographie
Les premiers anthropologues s’appuient sur des documents de seconde main comme les récits de voyages d'explorateurs ou de missionnaires ou encore les rapports des administrations coloniales. Cette division du travail entre celui qui collecte les informations et celui qui les interprète reste la norme dans les pays d’Europe jusqu'en 1914. La figure de l’« anthropologue en chambre » (armchair anthroplogist) dont James George Frazer peut faire figure d’archétype est alors dominante. Les voyages d’exploration à visée scientifique formalisent progressivement la tâche que remplissaient spontanément mais de manière aléatoire les explorateurs, en fixant des objectifs de collecte d’information sur les populations rencontrées : l’expédition Baudin (1801) vers les Terres Australes compte ainsi dans ses rangs François Péron qui voyage en qualité d’« anthropologiste ». Les visées géopolitiques de l’expédition Lewis et Clark, soutenue par Thomas Jefferson, s’accompagnent également d’un plan d’étude des tribus amérindiennes qui se trouveraient sur son parcours.
L’anthropologie du XIXe siècle se caractérise par une intense volonté de collecte d’information concernant les populations extra-européennes, première étape d’un travail de mise en ordre et de classification, conçu dans une perspective de plus en plus évolutionniste.

### Anthropologie et ethnologie
L'anthropologie et l'ethnologie sont nées au XVIIIe siècle. L'anthropologie est l'étude de l'homme et des groupes humains. L'ethnologie étudie l'ensemble des caractères de chaque ethnie afin d'établir des lignes générales de structure des sociétés et de leur évolution. Historiquement, ces deux termes ont désigné des concepts différents : l'anthropologie était une science de la nature et l'ethnologie concernait le classement culturel puis « l'analyse comparée des mœurs et des institutions des sociétés traditionnelles ». Selon Marcel Mauss, il est possible de distinguer dans le métier d'anthropologue une phase ethnographique qui observe et collecte les faits, une phase ethnologique qui les analyse, et une phase anthropologique qui compare, synthétise et théorise. Mais pour certains anthropologues contemporains, ce découpage en diverses phases n'est pas applicable dans la pratique : « toute ethnographie est déjà ethnologie, toute observation déjà interprétation ».
L'ethnologie reste cependant implicitement associée à l'étude d'un peuple déterminé, en général d'une société traditionnelle, et au travail sur le terrain, tandis que l'anthropologie étudie les faits anthropologiques, c'est-à-dire propres à l'humanité. Historiquement en France, jusque dans les années 1950, l'ethnologie s'occupait des sociétés primitives et on parlait d'anthropologie physique. L'ethnologie s'est ensuite subdivisée en anthropologie physique ou anthropobiologie et en anthropologie culturelle, économique, politique et sociale.
Dans le monde anglophone, c'est le mot anthropologie qui a été choisi pour l'étude des peuples primitifs, l'ethnologie étudiant leur histoire.
Depuis les années 1950, les expressions anglaises « social anthropology » (en particulier britannique) et « cultural anthropology » (en particulier américaine) ont été assimilées par les chercheurs et tout le monde utilise le terme « anthropologie ».

### Anthropologie et sociologie
L'anthropologie se distingue de la sociologie qui étudie les sociétés humaines, la naissance des groupes sociaux ainsi que leur organisation, les différents types de relations que ces groupes entretiennent entre eux et leurs influences sur les comportements individuels.
Le philosophe Auguste Comte, qui avait l'ambition de faire de la physique sociale, appelée sociologie à partir de 1839, la science de la réalité sociale, est considéré comme l'un de ses fondateurs. Il la définissait ainsi : « étude positive de l'ensemble des lois fondamentales propres aux phénomènes sociaux ». Parmi les fondateurs de la sociologie se trouvent Alexis de Tocqueville, homme politique et historien, Frédéric Le Play, ingénieur et homme politique, et le sociologue Émile Durkheim qui a publié en 1895 les Règles de la méthode sociologique, conduisant à l'étude scientifique des divers faits sociaux.

### Anthropologie sociale et culturelle
L'anthropologie sociale et culturelle étudie principalement les rites et les croyances, les structures de parenté et les mariages, ainsi que les institutions, d'un groupe. Ces institutions sont conçues comme le fondement des structures sociales.
Plus généralement, l'anthropologie culturelle cherche à « penser et comprendre l'unité de l'homme à travers la diversité des cultures ». L'anthropologie culturelle connaît ses premiers développements avec l'anthropologue américain d'origine allemande, Franz Boas, et les diffusionnistes qui veulent réagir contre l'évolutionnisme. Une fois débarrassé des courants historiques (racialisme, diffusionnisme, structuralisme, évolutionnisme, fonctionnalisme, etc.), le débat continue entre anthropologie sociale et anthropologie culturelle : même s'il s'est apaisé depuis les années 1980, la première est essentiellement européenne (écoles française et britannique) et la seconde américaine. Ces deux courants ne se sont jamais séparés, la distinction ne pouvant être qu'artificielle entre « une sociologie des peuples sans écriture d’un côté, une science de la culture privilégiant l’étude de l’art, du folklore, de la religion, du langage, de l’autre ». L'anthropologue français Claude Lévi-Strauss a relativisé cette distinction en pointant le fait que l'être humain est autant un animal social qu'un Homo faber (être culturel). Ainsi la différence entre les deux domaines ne serait qu'une question de point de vue. Il est nécessaire de distinguer la société de la culture, l'anthropologie est alors soit sociale soit culturelle selon que l'on prend la première ou la seconde comme concept central. Finalement, « l'anthropologie sociale et culturelle prédomine en Europe, mais elle reste en concurrence aux États-Unis avec des approches naturalistes ».

## Disciplines
En France, les travaux de Claude Lévi-Strauss, travaux qu'il appela structuralistes, ont exercé une grande influence et donné de nouvelles bases à l'anthropologie. Lévi-Strauss, en appliquant le concept de structure aux phénomènes humains tels que la parenté, le mode de pensée et le mythe, a contribué fortement à institutionnaliser le structuralisme.
Outre l'anthropologie sociale et culturelle et l'anthropologie physique (ou biologique ou l'anthropobiologie), on distingue :
- l'anthropologie linguistique, ou ethnolinguistique, qui est une discipline étudiant le langage des peuples ainsi que les relations entre le langage, la culture et la société ;
- l'anthropologie économique qui est l'analyse théorique comparée de différents systèmes économiques ;
- l'anthropologie politique qui étudie les institutions et le fonctionnement du pouvoir politique dans les sociétés ;
- l'anthropologie religieuse qui est l'étude des croyances collectives et des rites dans un groupe social.

Aux États-Unis, l'anthropologie est également axée sur la pluridisciplinarité et divise traditionnellement l’anthropologie en quatre approches :
- l'anthropologie biologique (également appelée anthropobiologie ou bioanthropologie) qui étudie les modes de transmission, les causes et les effets des variations biologiques et de leur évolution chez les groupes humains ;
- l'ethnologie ou anthropologie sociale et culturelle étudie la variabilité sociale et culturelle des sociétés humaines en examinant leur organisation traditionnelle (parenté, politique, économie, rapport entre les sexes, religion[17], écologie, santé[18], droit) et leur réalité contemporaine (migrations, exils, mondialisation[19]). Les disciples de Franz Boas, les anthropologues Abram Kardiner, Ralph Linton, Ruth Benedict et Margaret Mead, ont fait de l'anthropologie culturelle américaine une véritable école[20] et ont démontré l'importance de la culture sur la formation de la personnalité ;
- l'archéologie, qui étudie les sociétés humaines passées à travers les vestiges matériels qu’elles ont laissés derrière elles ;
- l'ethnolinguistique ou anthropolinguistique, qui se penche sur la variabilité linguistique à travers les différentes sociétés humaines et qui voisine dès lors avec la sociolinguistique et la dialectologie.

L'anthropologie américaine attache beaucoup d'importance aux aspects culturels des langues et des modes de pensée et d'action. Il y a eu un Institut d'Anthropologie à Washington DC pour aider les autorités fédérales dans leurs relations avec les pays étrangers et les contacts transculturels.

## Histoire
L'anthropologie étudie dans son acception la plus large, l'espèce humaine, le genre humain étant une appellation impropre puisque désignant une sous-catégorie de l'espèce. L'anthropologie est en ce sens pendant longtemps une branche du savoir philosophique. René Descartes, Thomas Hobbes, Jean-Jacques Rousseau ou encore Emmanuel Kant avec L'anthropologie du point de vue pragmatique participent de cette forme première de l'anthropologie. Elle s'est ensuite développée au cours du XIXe siècle en tant que science pour répondre aux observations faites sur la diversité physique et culturelle de l'espèce humaine. Le terme même d'anthropologie a changé de sens au fil des découvertes et en suivant les différents courants de pensée.

### Primat de l’anthropologie physique
Constituée dans les années 1850, l'étude de l’Homme débute sous l'angle de l'anthropométrie. Elle s’inscrit dans un mouvement plus général qui, ramenant l’Homme au sein de la nature, lui fait perdre la position privilégiée qu’il occupait au sein de la Création dans la théologie chrétienne.
Georges-Louis Leclerc de Buffon définit dans son Traité des variations de l'espèce humaine (1749) l'« Anthropologie » comme l'équivalent de l’«Histoire naturelle de l'Homme ». Denis Diderot propose en 1751 une définition plus étroite en faisant de l’anthropologie un équivalent de l’anatomie. Ces visées restrictives sont contestées par Emmanuel Kant dans son ouvrage l'anthropologie d'un point de vue pragmatique publié en 1798, où le philosophe désigne plutôt ainsi la connaissance que l'Homme a de lui-même comme « habitant de la terre qui est inscrit par sa sensibilité et sa raison dans des relations empiriquement nécessaires avec les êtres du monde ». Si le périmètre de l’anthropologie et sa position vis-à-vis de disciplines voisines demeurent flous au cours du XIXe siècle, elle reste considérée comme une discipline des sciences naturelles. Se confondant, en France plus particulièrement, avec ce qui est aujourd’hui désigné comme l’anthropologie physique, elle épouse le paradigme naturaliste qui « proclame que le statut d’un groupe humain, comme l’ordre du monde qui le fait tel, est programmé de l’intérieur de la matière vivante ». La préoccupation principale des anthropologues, le plus souvent issus de la médecine ou de la biologie, est d’étudier l’origine et l’évolution de l’homme, d’établir des classifications de l’espèce humaine sur la base du concept de race, en s’appuyant sur les méthodes de l’anatomie comparée.
Sur le plan institutionnel, l’anthropologie se développe d’abord en dehors du cadre universitaire, au sein de sociétés savantes, fruits d’initiatives privées. En France, l’éphémère Société des observateurs de l'homme, présidée par Louis-François Jauffret, se fixe pour tâche l’étude de « l'homme sous ses aspects physique, moral et intellectuel », projetant d’établir une classification des races sur des bases anatomiques. La Société ethnologique de Paris, fondée en 1838 par William Frederic Edwards, circonscrit principalement ses débats à la querelle sur l’origine de l’espèce humaine opposant monogénisme et polygénisme. Elle disparaît en 1848. En 1855, Jean Louis Armand de Quatrefages de Bréau occupe la chaire d’anthropologie qui remplace la chaire d’anatomie humaine au Muséum national d'histoire naturelle. Paul Broca, considéré par ses contemporains comme le père de l’anthropologie physique en France, contribue à affermir ces premiers ancrages académiques. De formation médicale, il fonde la Société d'anthropologie de Paris en mai 1859 puis l'École d'Anthropologie de Paris, inaugurée en décembre 1876, d’orientation polygéniste.
Au Royaume-Uni, la London Ethnological Society naît en 1843, sur le modèle de la société créée par Edwards ; une fraction polygéniste et anti-darwinienne, menée par James Hunt, opère une scission pour créer l'Anthropological Society of London en 1863. Les deux sociétés se fondent finalement dans le Royal Anthropological Institute en 1871. En Allemagne, Rudolf Virchow et Adolf Bastian, tous deux médecins, créent en 1869 la Société berlinoise d'anthropologie, d'ethnologie et de préhistoire (Berliner Gesellschaft für Anthropologie, Ethnologie und Urgerschichte).
D'un point de vue large, on peut considérer que Hérodote fait déjà de l'anthropologie dans ses Histoires. Le Père de l'histoire, au fil de son enquête donne de précieuses informations sur les peuples rencontrés de près ou de loin par les Perses et s'interroge sur ceux-ci tout en restant assez objectif. Ainsi, il décrit leur aspect physique, leur façon de se vêtir, de faire la guerre, leur mode de vie ou encore leurs croyances et coutumes. C'est notamment le cas des Livres I, II, III, V et VI dans lesquels Hérodote parle des Perses, Mèdes et autres peuples d'Asie Centrale et du Moyen-Orient, puis des Égyptiens et Nubiens, Libyens et Scythes dans le livre IV et enfin Thraces et Grecs dans les Livres V et VI.

### Autonomisation de l’anthropologie sociale et culturelle

#### Anthropologie, sociologie et politique
La scission entre anthropologie et sociologie a fait l'objet de débats depuis ses débuts : il s'agissait alors d'une différence focale, l'anthropologie ayant pour sujet d'étude « l'homme et ses interactions sociales au sein des cultures simples et primitives » (Antonia Newport). L'effondrement de l'idée même de « culture simple et primitive » a conduit l'anthropologie à se redéfinir, sans qu'aucune définition n'ait jusqu'à maintenant pu servir de consensus. Selon la sociologue L.B.B. Claw, qui retrace l'histoire de l'anthropologie, les contours de la discipline se dessinent en réalité « non par une différence de sujet, mais par une spécificité d'écoles, celles qui s'inscrivent soit dans l'héritage maussien, soit dans la tradition structuraliste ». Elle affirme qu'il n'existe aucune différence fondamentale entre la méthode et les sujets traités par le sociologue Émile Durkheim à la fin de sa vie (notamment les Formes élémentaires de la vie religieuse), et ceux traités par son neveu, l'anthropologue Marcel Mauss, allant jusqu'à émettre l'hypothèse selon laquelle « l'anthropologie comme discipline autonome en France a bien pu naître de la seule volonté de son fondateur de se libérer d'un oncle jugé autoritaire et dogmatique ». Plus que des sujets, Durkheim et Mauss partagent une conception du savoir très proche, à mille lieues de la neutralité axiologique wéberienne. On sait que pour Durkheim, la sociologie « ne mériterait pas une heure de peine si elle n'avait qu'un intérêt spéculatif » (2e préface à La Division du travail social). Aussi tire-t-il des enseignements normatifs de ses découvertes sociologiques : si les sociétés industrielles tiennent en raison de la solidarité organique qui leur est typique, il faut encourager les institutions qui l'entretiennent, comme, à ses yeux, les corporations professionnelles. De la même manière, dans son Essai sur le don, son neveu tire des « conclusions de morale et de politique » de sa découverte anthropologique fondamentale : si le don - la triple obligation de donner, recevoir et rendre - constitue le liant sans lequel toute société se délite, il faut encourager les institutions qui l'entretiennent, comme, à ses yeux, les coopératives de consommation.

#### Autonomisation institutionnelle
Ce qui est désigné comme l’anthropologie sociale au Royaume-Uni, l’anthropologie culturelle aux États-Unis ou encore l’ethnologie en France s’autonomise progressivement de la tutelle de l’anthropologie physique au tournant des XIXe et XXe siècles. Premier titulaire d’une chaire d’anthropologie à l’université d'Oxford en 1895, Edward Tylor est l'un des principaux initiateurs de ce processus, notamment avec son ouvrage Primitive Culture. Il est également l’auteur du premier manuel de la discipline, intitulé Anthropology (1881), qui laisse encore une grande place à l’anthropologie physique et à l’exposé des classifications raciales. En 1906, un de ses disciples, James Frazer, définit l’anthropologie sociale comme la branche de la sociologie qui s'intéresse à l’étude des « peuples primitifs ». La même année, cette distinction est reprise à Oxford lors de la création d’un diplôme d’anthropologie.
En France, le groupe de chercheurs regroupés autour de Durkheim et de L'Année sociologique joue un rôle important dans ce processus d’autonomisation. En 1901, Marcel Mauss obtient ainsi la chaire des « religions des peuples sans civilisation » de la 5e section de l’École pratique des hautes études. En 1925, Mauss participe également aux côtés de Paul Rivet à la fondation de l’Institut d'ethnologie de l’université de Paris. L’emploi du terme « ethnologie » ne doit cependant pas tromper sur la conception que s’en fait Rivet. Pour lui, elle reste une branche des sciences naturelles et doit permettre de regrouper dans une même institution l’ensemble des disciplines qui concourent à ce qu'il désigne comme la Science de l’Homme : l'anthropologie, restreinte à la seule anthropologie physique, la linguistique, l’archéologie et la préhistoire.

#### Principe du relativisme culturel
Certains commentateurs ont soutenu que l'anthropologie, née dans un contexte colonial, avait été solidaire des Empires à ses débuts,, et que ses concepts fondamentaux sont déterminés, éventuellement sur un mode inconscient, par cette situation politique initiale (voir, par exemple, Gough, Pels et Salemink, mais cf. Lewis 2004). Ainsi les travaux ethnographiques et anthropologiques sont souvent anhistoriques, et décrivent les groupes humains comme si ces groupes étaient « hors du temps » dans un « présent ethnographique » (Johannes Fabian, Le Temps et les Autres, 1983).
Dans le cadre de leur quête d'objectivité scientifique, les anthropologues actuels préconisent généralement le relativisme culturel, principe qui s'impose à toutes les sous-disciplines de l'anthropologie. Selon ce principe, les cultures ne doivent pas être jugées en fonction des valeurs ou des points de vue de l'observateur extérieur, mais examinées sans passion selon leurs propres termes. Il ne devrait y avoir aucune notion, en bonne anthropologie, d'une culture meilleure ou pire qu'une autre culture,.

#### Rôle du musée

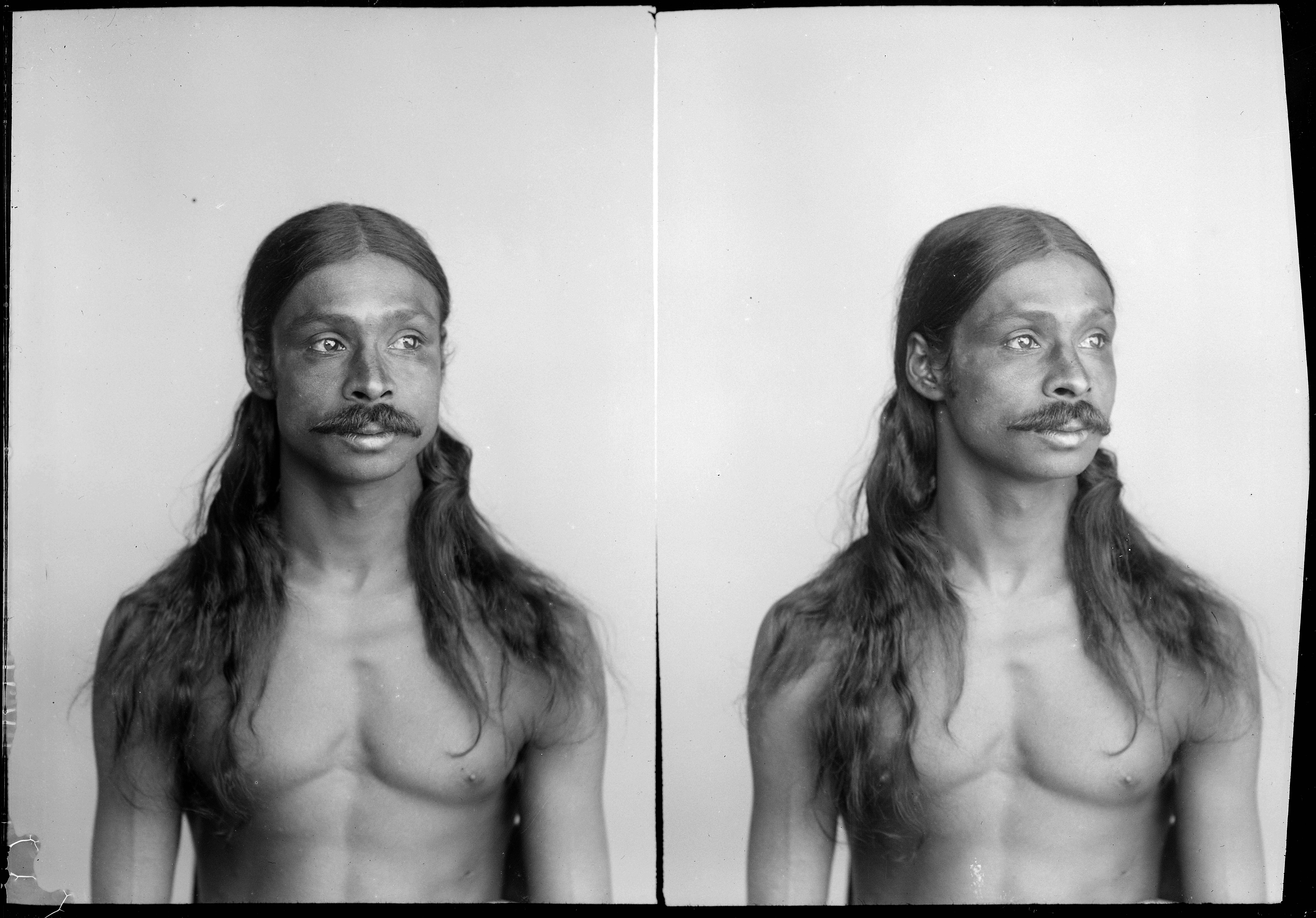
Portrait anthropologique, Fonds Trutat, conservé au Muséum de Toulouse

Les musées jouent un rôle majeur dans la structuration de la discipline. Au cours du XIXe siècle, les artefacts des cultures non occidentales, auparavant disséminés dans les collections des cabinets de curiosités de l’aristocratie européenne, sont progressivement regroupés et exposés dans des sections spécifiques des musées, avant de jouir de lieux d’exposition propres. En 1856 est ainsi créé un département d’ethnologie au sein du Musée des Antiquités de Berlin dont les collections sont transférées en 1873 dans le musée royal d'ethnologie (Königliches Museum für VölkerKunde) sous la direction d’Adolf Bastian. Le premier musée d’anthropologie, le Peabody Museum of Archeology and Ethnology de l’université Harvard l'avait précédé en 1866 tandis qu'en France le musée d'Ethnographie du Trocadéro ouvre ses portes en 1878. Ce type d’institution se généralise dans les dernières décennies du XIXe siècle à l’ensemble des pays occidentaux, notamment sous l’effet des conquêtes coloniales. Il devient un lieu d’affirmation et de promotion de la politique impériale.
Sur le plan scientifique, l’exposition muséale constitue l’aboutissement du travail de collecte d’objets et d’informations, réalisée le plus souvent par le biais du réseau colonial. Mais le musée est aussi un laboratoire où l’anthropologue traite et interprète les données et un lieu d’enseignement où se transmet la culture professionnelle naissante.

### Grandes périodes
L'histoire de l'anthropologie peut se diviser en quatre grandes époques marquant les principales conceptions de cette discipline. De 1850 à 1920, le racialisme catalogue les types humains et les groupes sociaux (il atteindra ses limites puis sera abandonné autour de 1890), et l'évolutionnisme s'intéresse au développement supposé d'un état « sauvage » vers la civilisation. L'adjectif « primitif » est ainsi utilisé des années 1860 aux années 1950 avant de s'incliner devant la complexité de toutes les sociétés humaines. Lewis Henry Morgan (1818-1881), Edward Tylor (1832-1917) et James George Frazer (1854-1941) sont des anthropologues évolutionnistes connus.
De 1880 à 1940, le diffusionnisme s'oriente vers l'évolution des différentes civilisations et la façon dont elles se sont diffusées dans le monde, du point de vue culturel.
Le culturalisme originaire des États-Unis s'oppose au racialisme et à l'évolutionnisme en essayant d'adopter une démarche objective étudiant directement les cultures vivantes. Franz Boas (1858-1942) en est l'un des représentants importants.
De 1920 à 1950, le fonctionnalisme, sous l'influence d'Émile Durkheim, commence à étudier l'humanité dans son ensemble en se préoccupant des « besoins universels des sociétés humaines et des différentes manières de les satisfaire ».
Entre 1950 et 1980, le structuralisme, courant européen développé par Claude Lévi-Strauss, et le néo-évolutionnisme, courant américain plus proche du matérialisme et des théories darwiniennes, finissent par se rapprocher sous l'impulsion de Lévi-Strauss et de Georges Balandier.
- Matérialisme et matérialisme historique
  - Julien Offray de La Mettrie (1709-1751)
  - Karl Marx (1818-1883)
  - Leslie White (1900-1975)
  - Marvin Harris (1927-2001)

- Néo nominalisme ou anthropologie dogmatique
  - Louis-Gabriel de Bonald (1745-1840)
  - Joseph-Marie de Gérando (1772-1842) (il étend le langage à tous les signes)
  - Pierre Legendre (1930-2023)

- Diffusionnisme :
  - William H. R. Rivers (1864-1922)
  - Grafton Elliot Smith (1871-1937)

- Culturalisme
  - Franz Boas (1858-1942)
  - Margaret Mead (1901-1978)
  - Christopher Alexander (1936-)

- École sociologique française
  - Émile Durkheim (1858-1917)
  - Marcel Mauss (1872-1950)
  - Le Collège de sociologie (1937-1939)

- École sociologique allemande
  - Max Weber (1864-1920)
  - Arnold Ziest (1871-1917)

- École britannique
  - Meyer Fortes (1906-1983)
  - Ashley Montagu (1905-1999)

- Fonctionnalisme
  - Arnold van Gennep (1873-1957)
  - Alfred Reginald Radcliffe-Brown (1881-1955)
  - Bronisław Malinowski (1884-1942)
  - Edward Evan Evans-Pritchard (1902-1973)

- Structuralisme
  - Claude Lévi-Strauss (1908-2009)
  - Pierre Bourdieu, (1930-2002), pour Le Sens pratique.
  - Françoise Héritier (1933-2017)
  - Philippe Descola (1949), pour Par delà nature et culture.
  - Mary Douglas (1921-2007), qui a fait connaître le structuralisme dans son pays.

- Anthropologie post-culturaliste
  - Clifford Geertz (1926-2006)

- Médiationnisme
  - Jean Gagnepain (1923-2006)

- Anthropologie philosophique allemande
  - Max Scheler (1874-1928)
  - Ernst Cassirer (1874-1945)
  - Helmuth Plessner (1892-1985)
  - Arnold Gehlen (1904-1976)

- Anthropologie existentielle
  - Michael Jackson (anthropologue) (1940-)
  - Albert Piette (1960-)

- Anthropologie de la complexité
  - Edgar Morin (1921-)

- École de Rio
  - Moacir Palmeira (1942-)
  - Otávio Velho (1942-)
  - Lygia Sigaud (1945-2009)
  - Eduardo Viveiros de Castro (1951-)

- Anthropologie dynamique, développée à l'Université de Manchester (Royaume-Uni) et à La Sorbonne à partir des années 1950, elle correspond à l'étude du changement dans les sociétés modernes (notamment, l'influence du colonialisme).
  - Melville Herskovits (1895-1963)
  - Roger Bastide (1898-1974)
  - Max Gluckman (1911-1975)
  - Victor Turner (1920-1983)
  - Georges Balandier (1920-2016)
  - Francis Affergan (1945-)
  - Erwan Dianteill (1967-)

- Effet Flynn, qui étudie l'évolution de l'intelligence humaine, essentiellement dans l'époque contemporaine
  - Arthur Jensen (1923- 2012)
  - Ulric Neisser (1928-2012)
  - Gérard Althabe (1932-2004)
  - James R. Flynn (1934-2020)
  - William Dickens
  - Marc Augé (1935-2023)

- Autres anthropologies
  - Julien Freund (1921-1993), philosophe et sociologue français ayant abordé les champs de l'ethnologie et de l'anthropologie.
  - René Girard (1923-2015)
  - Harold Barclay (1924-2017)
  - Luc de Heusch (1927-2012), figure majeure de l'université libre de Bruxelles.
  - Jan Vansina (1929-2017)
  - Pierre Clastres (1934-1977)
  - James C. Scott (1936-)
  - Mike Singleton (1939-)
  - Remo Guidieri (1940-)[47],[48]
  - Anne-Marie Losonczy (?-)[49],[50]
  - Claude Karnoouh (1940-2021)
  - Steven Lukes (1941-)
  - Ellen Meiksins Wood (1942-2016)
  - Charles Macdonald (1944-)
  - Jean-Christophe Victor (1947-2016)
  - Robert Deliège (1953-)
  - Pierre-Joseph Laurent (1956-)
  - David Graeber (1961- 2020), Pour une anthropologie anarchiste (2006)

## Anthropologie féministe
L'anthropologie féministe s'est constituée en réaction aux biais androcentriques qui affectent la production des connaissances, les pratiques de recrutement et les résultats de la recherche en anthropologie. Elle a traversé deux grandes phases historiques, « l'anthropologie des femmes » dans les années 1970, et « l'anthropologie du genre » dès les années 1980. L'anthropologie des femmes a voulu réhabiliter les femmes en tant qu'actrices culturelles distinctes, autrefois effacées du fait de l'attention quasi exclusive que les anthropologues masculins portaient aux hommes ; elle a critiqué le primat accordé aux vies masculines, considérées traditionnellement comme représentatives de la vie sociale dans son ensemble. Alors que l'anthropologie des femmes s'est intéressée surtout aux différences entre hommes et femmes, l'anthropologie du genre, qui s'est constituée à partir des années 1980, explore davantage les différences séparant les femmes entre elles, par le recours notamment aux catégories de l'ethnicité et de la classe, mais aussi à celles de l'âge, de la profession, du pouvoir, etc. Si le sexe est un ensemble de significations et de relations liées au sexe biologique, le genre est, théoriquement, une construction psychologique, sa définition varie selon les cultures.

## Enseignement

### Belgique francophone
- Université libre de Bruxelles
- Université de Louvain
- Université de Liège
- Université de Namur
- Université de Mons

### France
Des établissements d'enseignement supérieur, tels que l'École des hautes études en sciences sociales, le Muséum national d'histoire naturelle et diverses universités, comme celles de Paris-Cité, Paris Ouest Nanterre-La Défense, Aix-Marseille, Caen Basse-Normandie, Toulouse-Jean-Jaurès , Lille-I, Lyon II, Bordeaux et Montpellier III, délivrent des licences, des masters de recherche et des doctorats avec mention « anthropologie ».

### Québec
- Université de Montréal
- Université McGill
- Université Laval
- Université Concordia

### Suisse
- Institut Européen d’Études Anthropologiques

## Centres de recherches

### Algérie
- Centre de recherche en anthropologie sociale et culturelle (CRASC) - Oran
- Centre national de recherches préhistoriques, anthropologiques et historiques (CNRPAH) - Alger

### Belgique
- Laboratoire d'Anthropologie des Mondes contemporains[52] (LAMC) de l'université libre de Bruxelles
- Laboratoire d'Anthropologie prospective[53] de l'université catholique de Louvain
- Laboratoire d'Anthropologie culturelle et sociale (LACS[54]) de l'université de Liège

### France
- Centre d'anthropologie culturelle (Canthel)[55] — université Paris Descartes Sorbonne[56]
- Centre de recherche sur l'imaginaire (CRI) — université de Grenoble
- Laboratoire d'Anthropologie des Enjeux Contemporains (LADEC) — université Lyon 2
- Institut interdisciplinaire en anthropologie du contemporain (IIAC) — EHESS
- Institut de recherche interdisciplinaire sur les enjeux sociaux (IRIS) — EHESS
- Laboratoire d'anthropologie sociale[57] (LAS) — Collège de France
- Laboratoire d'ethnologie et de sociologie comparative (LESC)[58] — CNRS et université Paris Ouest Nanterre La Défense
- Institut d'ethnologie méditerranéenne, européenne et comparative (IDEMEC)[59] — CNRS et université d'Aix-Marseille
- Laboratoire d'ethnoécologie et d'éco-anthropologie - CNRS et MNHN